# A Whisper in the Noise
Gli A Whisper in the Noise sono un gruppo musicale indie statunitense, fondato ad Hanska (Minnesota) nel 2002 dal compositore e tastierista West Thordson.
Il gruppo si particolarizza per la strumentazione utilizzata, sia in live che in studio. Gli A Whisper in the Noise evitano l'uso di tastiere e chitarre tradizionali, optando per violoncello, violino, corno francese, tastiera elettronica, basso e diversi tipi di percussioni. Il risultato è un rock orchestrale d'avanguardia molto atmosferico, che trova il suo tratto distintivo nell'alternanza di tracce malinconiche e dark.
La produzione del loro album d'esordio, Through the Ides of March, è stata curata dal guru della scena alternativa statunitense, Steve Albini.

## Componenti
- West Thordson - voce e tastiera
- Sonja Larson - violino e voce
- Matthew Irwin - batteria
- Andrew Broste - basso
- Rachel Drehmann - corno francese

## Discografia
- 2002 - Through the Ides of March
- 2004 - 2d (split album con gli If Thousands)
- 2006 - As the Bluebird Sings
- 2007 - Dry Land
- 2012 - To Forget